# Arbeiterfotografie

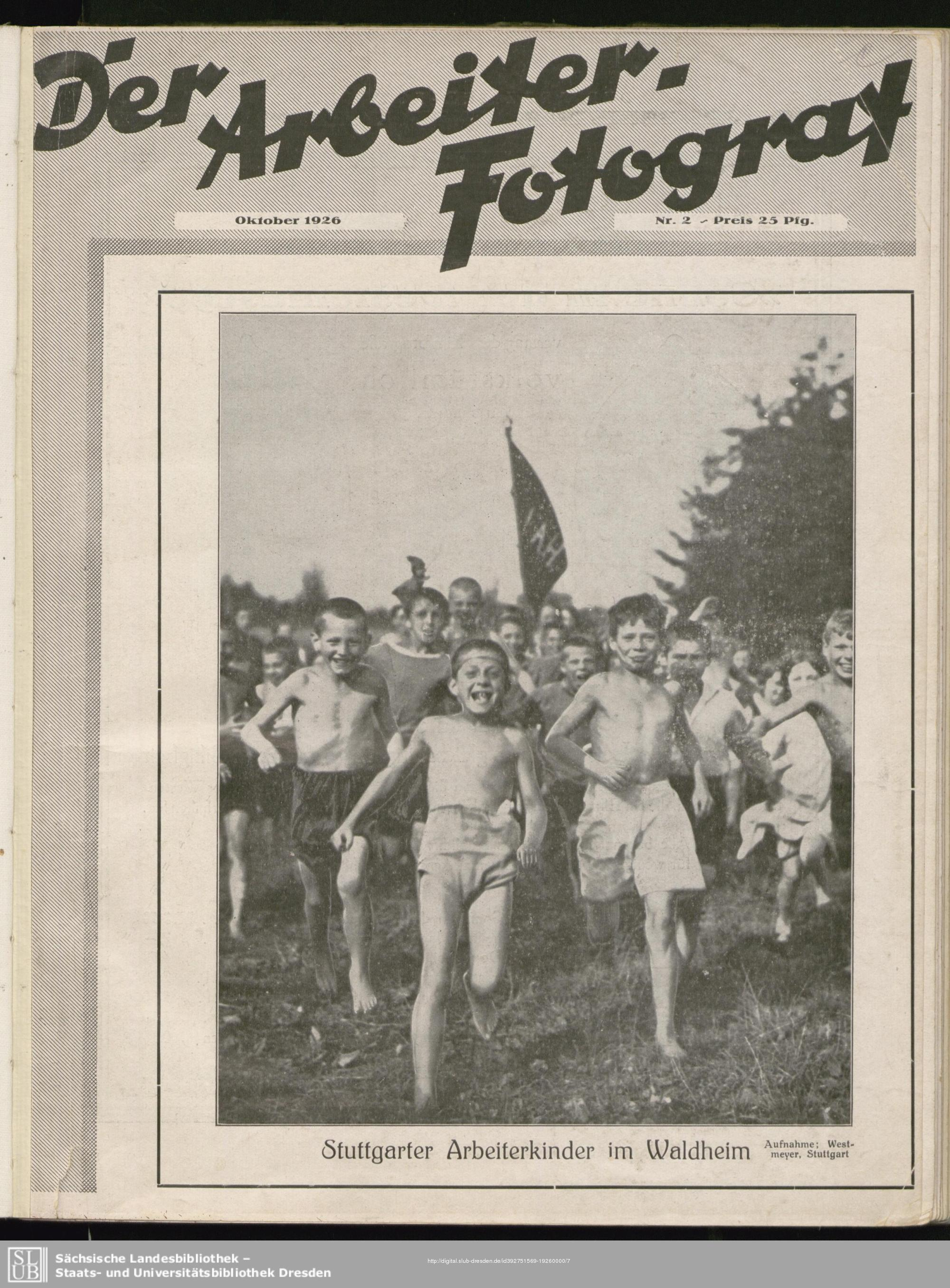
Titelblatt „Der Arbeiter-Fotograf“ vom Oktober 1926 mit einer älteren Aufnahme „Stuttgarter Arbeiterkinder im Waldheim“ von Friedrich Westmeyer

Arbeiterfotografie ist ein Teilbereich der sozialdokumentarischen Fotografie, die innerhalb der Arbeiterbewegung entstand. Ihre Blütezeit war zwischen den beiden Weltkriegen, wurde jedoch in Deutschland durch die Nationalsozialistische Gewaltherrschaft jäh unterbrochen. In Westdeutschland erlebte die Arbeiterfotografie in den 1970er Jahren eine gewisse Renaissance, die nach Bildung von Regionalgruppen 1978 schließlich zur Gründung des „Bundesverbandes Arbeiterfotografie“ führte. 

## Geschichte

### Entstehung
Die sozialdokumentarische Fotografie entwickelte sich in der zweiten Hälfte des 19. Jahrhunderts und kann als Vorläufer und Anregung für die Arbeiterfotografie angesehen werden. Die Lebens- und Arbeitsbedingungen der „arbeitenden Klasse“ waren erstmals in der unter anderem von Henry Mayheur und John Brinny herausgegebenen Veröffentlichung „London Labour And The London Poor“ (Arbeit und Armut in London) Gegenstand der Fotografie (in Form von auf Fotografien beruhenden Zeichnungen).

Weitere wichtige Vorläufer und sozialdokumentarische Fotografen waren Jacob August Riis, der 1890 die Lebensbedingungen von Arbeits- und Obdachlosen in New York dokumentierte („How The Other Half Lives“; Wie die andere Hälfte lebt), Lewis Wickes Hine, der die Kinderarbeit zu Beginn des 20. Jahrhunderts in den USA zu seinem Thema machte und die Fotografen der Farm Security Association (FSA), u. a. Dorothea Lange und Walker Evans mit ihrer Dokumentation des amerikanischen Farmsterbens während der Depression gegen Ende der 1920er. In Deutschland ist insbesondere August Sander der Fotograf, der mit seinem Werk „Menschen des 20. Jahrhunderts“ den Blick auf das Soziale richtete.
Diese Fotografen widmeten sich den Lebens- und Arbeitsbedingungen von kleinen Handwerkern, Arbeitern und sozialen Randgruppen von außen. Die Bewegung der Arbeiterfotografen erhielt von diesen und anderen fotografischen Projekten Anregungen und bezog sich vielfach auf solche Beispiele in Form und Inhalt. Sie entstand als Teil der Arbeiterbewegung. Arbeiterfotografen dokumentierten während der Weimarer Republik die eigene soziale Lage und verstanden die Fotografie als „Waffe“ zur Veränderung der Gesellschaft. Die Mehrheit der Arbeiterfotografen der Weimarer Republik blieb anonym.

### Arbeiterfotografie in der Weimarer Republik
Die Entwicklung der Arbeiterfotografie in der Weimarer Republik ist eng verbunden mit der Geschichte der Arbeiterbewegung, insbesondere mit der der Kommunistischen Partei Deutschlands (KPD), aber auch mit der allgemeinen gewerkschaftlichen Kulturarbeit. Die Arbeiterfotografie war ein Instrument der Öffentlichkeitsarbeit und Propaganda. Der Besitz einer Kamera war nicht selbstverständlich. Sie kostete mehrere Monatslöhne eines Arbeiters.
Angesichts sinkender Auflagen der Parteipresse leitete der X. Parteitag der KPD 1926 ebenso wie die im selben Jahre durchgeführte Reichs-Agitprop-Konferenz eine Veränderung der Medienpolitik der KPD ein (vornehmlich bezogen auf das Parteiorgan „Die Rote Fahne“). Die Reichs-Agitprop-Konferenz forderte die Redaktionen zu einer stärkeren Bildberichterstattung auf. Stellten Arbeiter-Korrespondenten die Verbindung zwischen der Parteizeitung und der lokalen Parteiarbeit sowie den Arbeitskämpfen vor Ort mit Berichten sicher, wurden Arbeiterfotografen zu Bildchronisten von Partei und Gesellschaft aus sozialistischer Sicht. Vor diesem Hintergrund lieferte die im kommunistischen Münzenberg-Konzern herausgegebene Arbeiter-Illustrierte-Zeitung (AIZ) einen wichtigen Impuls zur Entwicklung der Arbeiter-Fotografen-Bewegung. Sie rief am 25. März 1926 zu einem fotografischen Wettbewerb auf. Damit sollte die Abhängigkeit von bürgerlichen Bildagenturen verringert und Bildmaterial gewonnen werden, das der parteilichen Berichterstattung näher stand.
In der Folge des AIZ-Wettbewerbs gründete sich im selben Jahr in Berlin die „Zentralstelle der Arbeiter-Amateur-Fotografen“. Weitere Ortsgruppen entstanden rasch in anderen Städten und im September 1926 gründete sich ein Reichsausschuss der Arbeiter-Fotografen Deutschlands. 1927 entstand schließlich die Vereinigung der Arbeiterfotografen Deutschlands (VdAFD) mit 25 Ortsgruppen. Die Verbindung zur KPD, die den Aufbau der Organisation nachhaltig mit betrieben hatte, blieb eng. Allerdings war die Mitgliedschaft offen für jeden, der sich dem Sozialismus verpflichtet fühlte. – Neben dieser neuen Bewegung politisch engagierter Amateur-Fotografen im Rahmen der Arbeiterbewegung existierten weiterhin die Fotogruppen der Naturfreunde-Organisation.
Die Arbeiter-Fotografen entwickelten ein reges Vereinsleben, schufen Dunkelkammern, boten Fort- und Ausbildung in fotografischen Techniken und fotografierten für die kommunistische und Gewerkschaftspresse, die Zeitungen der Sozialdemokratie, die der Arbeitersportorganisationen und den „Naturfreund“, dem Organ der Naturfreunde. Im Interesse einer wirksamen Berichterstattung waren viele Ortsgruppen des VdAF arbeitsteilig nach dem Vorbild professioneller Bildagenturen organisiert, so dass sie zeitnah berichten konnten. Neben einzelnen Artikel illustrierenden Aufnahmen entstanden zunehmend Reportagen. Die insbesondere von der russischen Avantgarde eingeführten Montagen, in der AIZ auf hohem Niveau praktiziert von John Heartfield, wurden gleichermaßen ein beliebtes Ausdrucksmittel. Vereinzelt entstanden auch Filme. Daneben kam es zu einer lebhaften Ausstellungspraxis. Eine hervorragende Bedeutung für die Entwicklung der Organisation hatte die im Jahre 1926 als Mitteilungsblatt gegründete Zeitschrift „Der Arbeiter-Fotograf“, welche ab 1929 von Eugen Heilig geleitet wurde.
1929 gehörten dem VdAF 1480 Mitglieder an. Der Arbeiter-Fotograf erzielte eine Auflage von 7000 Exemplaren. 1931, zur III. Reichskonferenz des VdAF, waren schließlich in rund 100 Ortsgruppen 2312 Mitglieder organisiert. Ende 1932 gehörten 125 Gruppen dem VdAF an.
1930 unternahm die SPD zusammen mit den Naturfreunden Anstrengungen, eine eigene Amateur-Fotografen-Organisation ins Leben zu rufen. Hierzu wurde u. a. die Zeitschrift „Das neue Bild“ herausgegeben. Diese Bemühungen hatten allerdings keinen langfristigen Erfolg.
Nach der Wahl Adolf Hitlers zum Reichskanzler, der schnellen Gleichschaltung aller gesellschaftlichen Organisationen und Medien, der Verfolgung von Kommunisten, Gewerkschaftern und Sozialdemokraten, konnten die organisierten Arbeiter-Fotografen ihre Praxis in der Illegalität nur kurz fortsetzen.

### Arbeiterfotografie international
Die Praxis der Arbeiter-Fotografie war in der Zeit zwischen den Weltkriegen nicht allein ein deutsches Phänomen. Neben einer breiten Arbeiter-Fotografen-Bewegung in der Sowjetunion, existierten vergleichbare Organisationen z. B. in der Tschechoslowakei, Frankreich, den Niederlanden, Österreich und den USA. Diese kooperierten im „Internationalen Büro der Arbeiterfotografen aller Länder“. Die deutschen Arbeiter-Fotografen arbeiteten besonders eng mit den „Allrussischen Arbeiter-Fotografen-Clubs“ zusammen und tauschten Fotografien für ihre jeweiligen Zeitschriften aus (in der UdSSR: „Rabotschaja Gaseta“ und „Sowetskoje Foto“). Aus dieser Kooperation entstand die „Unionfoto G.m.b.H.“, eine Bildagentur, hinter der Russ-Foto (eine sowjetische Foto-Agentur), die sowjetische Arbeiterfotografen-Organisation und Verlage der UdSSR standen.

### Arbeiterfotografie in der Bundesrepublik Deutschland

#### Fotografische Arbeiten
Walter Ballhause, der nicht der Organisation der Arbeiterfotografen angehörte, ist in den 1970er Jahren als ein Fotograf bekannt geworden, der im Sinne der Arbeiterfotografie sozialdokumentarisch fotografierte.
Ab 1972 kam es zur Gründung von Arbeiter-Fotografie-Gruppen, 1972 in Hamburg, 1973 in Köln und so weiter. Es entstanden lokale Gruppen, die der DKP und ihrer Zeitung Unsere Zeit verbunden waren. Diese Gruppen arbeiteten im Wesentlichen projektorientiert zu lokalen gesellschaftlichen Problemen, zu Arbeitskämpfen, Arbeits- und Lebensbedingungen, begleiteten fotografisch die Aktivitäten von Bürgerinitiativen und organisierten Ausstellungen (unter anderem regelmäßig auf den Pressefesten der UZ). Die Kunstzeitschrift „tendenzen“ des Münchner Kunstwissenschaftlers und Galeristen Richard Hiepe berichtete regelmäßig über die Entwicklung der Arbeiterfotografie in der Bundesrepublik Deutschland. Seit 1973 erscheint die Zeitschrift Arbeiterfotografie. 1978 wurde in Essen der Bundesverband Arbeiterfotografie gegründet.